# Joseph Andras
Pour les articles homonymes, voir Andras.
Joseph Andras est un écrivain français né en 1984.

## Biographie
Joseph Andras est né en 1984. Il publie en mai 2016 son premier roman, De nos frères blessés, consacré à Fernand Iveton, ouvrier pied-noir, communiste et indépendantiste guillotiné le 11 février 1957 : salué par la critique, le livre reçoit le Prix Goncourt du premier roman, que l'auteur refuse au motif qu'il n'approuve pas l'institutionnalisation de l'écriture et l'idée même de « compétition ». Un an après, il sort, aux côtés du rappeur D' de Kabal, le livre-disque S'il ne restait qu'un chien : un long poème en vers libres sur le port du Havre.
Début 2018, il passe près de deux mois au Chiapas, vit dans l'un des cinq centres de l'Armée zapatiste de libération nationale ainsi que dans une communauté indigène, dans le cadre d'une Brigade d'observation civile,. En septembre 2018, il publie Kanaky. Sur les traces d'Alphonse Dianou : une enquête biographique menée entre 2015 et 2018, entre la Nouvelle-Calédonie et la France métropolitaine, sur un militant indépendantiste socialiste engagé au sein du FLNKS et tué, en 1988, après l'assaut de la grotte d'Ouvéa. Il séjourne notamment dans la tribu de Gossanah.
Le 20 novembre 2019, il publie dans L'Humanité une lettre ouverte, en forme de soutien, à Manuel T., Gilet jaune du Nord éborgné par un tir de grenade quatre jours plus tôt. Le 7 avril 2021, après trois années sans rien faire paraître, il publie le même jour deux livres : Ainsi nous leur faisons la guerre et Au loin le ciel du Sud. Le premier livre est un triptyque sur la condition animale : à travers trois personnages (un chien, un singe et une vache) et trois pays (l'Angleterre, les États-Unis et la France), le livre, ancré dans les luttes féministes et ouvrières, raconte un siècle de combat contre l'exploitation des animaux. Le second livre est un récit, sous forme de marche dans un Paris en pleine mobilisation des Gilets jaunes, consacré à la jeunesse du militant socialiste et indépendantiste Nguyên Ai Quôc (futur Hô Chi Minh) dans le Paris de l'après-Première Guerre mondiale.
Le 23 mars 2022, la libre adaptation cinématographique du roman De nos frères blessés sort au cinéma, réalisée par Hélier Cisterne. Le 4 mai 2022, il publie Pour vous combattre : une fresque qui prend place dans les années 1793-1794 et retrace la création d'un journal républicain qui compta sept numéros. C'est, à travers ce périodique, la naissance conflictuelle de la République et les idéaux politiques égalitaires et libertaires portés par la Révolution française qui sont racontés. « J’ai très largement écrit Pour vous combattre contre l’hégémonie "républicaine" qui, depuis trois décennies, gouverne notre pays. Et puis pour, aussi : pour le geste républicain fondateur », précisera l'auteur, ajoutant que « le mot "républicain" est devenu l’arme privilégiée des maîtres ». La même année, il obtient le Prix Maya des lycéens pour Ainsi nous leur faisons la guerre, qu'il refuse pour les mêmes raisons que le Goncourt. En mars 2023, il publie une lettre ouverte à la journaliste incarcérée Oznûr Deger dans le média La Disparition.
Le 5 mai 2023, sort aux éditions Ici-bas son septième livre : Nûdem Durak. Sur la terre du Kurdistan. Un « récit choral » sur la prisonnière politique kurde Nûdem Durak, condamnée à 19 ans de prison, en Turquie, pour ses opinions politiques et son engagement artistique. Durant quatre ans, l'auteur a correspondu avec la détenue, issue d'une famille paysanne modeste, et s'est rendu à plusieurs reprises au Kurdistan pour enquêter sur son affaire. Il a été expulsé d'Irak pour l'occasion. Le livre est composé de son enquête et d'un livre que Nûdem Durak a elle-même écrit en prison et que l'auteur publie, traduit. L'auteur revendique l'héritage de Gisèle Halimi et Simone de Beauvoir, pour leur défense de la prisonnière Djamila Boupacha durant la guerre d'Algérie.
Il se tient volontairement à l'écart des grands médias et écrit régulièrement dans la presse de gauche radicale : L'Humanité, Regards, Frustration ou encore lundimatin,.

## Style
« Joseph Andras, c’est d’abord un style » : la critique littéraire évoque ainsi régulièrement la dimension poétique de son travail d'écriture. Libération le surnomme le « poète de l'engagement », Mediapart parle de sa « réflexion poétique et politique » et Le Matricule des anges le qualifie de « journaliste, historien, poète ». Le caractère lyrique de son écriture est également mis en évidence : un « lyrisme rageur » (L'Alsace), des « textes lyriques et compacts » (L'Humanité), un « lyrisme maîtrisé » (La Croix) et un art « tantôt lyrique, tantôt violent » (En attendant Nadeau).

## Prises de position
En avril 2017, il fait partie des signataires d'une tribune dénonçant l'incarcération de journalistes en Turquie. Le 25 mars 2019, il publie dans L'Humanité une tribune sur la chanteuse kurde Nûdem Durak, condamnée en Turquie à 19 ans de prison pour de supposées complicités avec le KCK, une organisation politique kurde émanant du Parti des travailleurs du Kurdistan et tenue pour « terroriste » par le régime de Recep Tayyip Erdoğan. Elle se conclut par les mots : « Liberté pour Nûdem Durak et tous les prisonniers politiques. » En 2020, il participe au lancement de la campagne internationale Free Nûdem Durak.
Le 11 janvier 2019, il signe une pétition, lancée par Le Média, qui appelle à l'amnistie des Gilets jaunes « aujourd’hui persécutés, mis en examen, ou détenus pour avoir participé à ce mouvement social d’ampleur historique ».
Il prend à plusieurs reprises position contre la réforme des retraites, en 2023. Dans Mediapart, il se prononce alors en faveur d'une révolution démocratique.
En juillet 2023, il signe une tribune lancée par la Legal Team antiraciste à la suite de la mort de Nahel appelant a des mesures politiques contre les violences policières.

## Prix Goncourt du premier roman, pourDe nos frères blessés, 2016
Initialement non retenu dans la liste du prix Goncourt du premier roman 2016, Joseph Andras en est finalement le lauréat, le 9 mai 2016, par cinq voix contre quatre à Catherine Poulain pour Le Grand Marin et une voix à Loulou Robert pour Bianca,,, soit – fait exceptionnel – deux jours avant sa sortie en librairie. C'est le deuxième Goncourt du premier roman consécutif pour les éditions Actes Sud, qui plus est autour de la thématique de la guerre d'Algérie, après Meursault, contre-enquête de Kamel Daoud récompensé l'année précédente.
La semaine précédant l'annonce officielle des résultats, il fait savoir, par son éditeur et à la demande privée de l'Académie Goncourt, qu'il refuse de se rendre à Paris, afin de signifier son refus de participer à la sélection. Malgré cela, l'Académie lui décerne le prix – Joseph Andras envoie un bref message à l'Académie Goncourt pour décliner le prix et sa dotation, justifiant sa décision en déclarant que « la compétition, la concurrence et la rivalité sont à [s]es yeux des notions étrangères à l’écriture et à la création ». Cette démarche, relativement inhabituelle, conduit certains médias à penser qu'il s'agirait d'un romancier déjà célèbre, sur le modèle Gary/Ajar,,,. À la suite de ces interrogations, Joseph Andras accorde des entretiens à L'Humanité et au supplément littéraire du quotidien de Beyrouth, L'Orient-Le Jour, dans lesquels il explique ses motivations et son travail de romancier pour saluer la mémoire de Fernand Iveton ainsi que, à nouveau, les raisons de son refus du prix : « Je ne pouvais l’accepter, par simple souci de cohérence, et laisser s’"institutionnaliser" ce récit et les idéaux portés par les personnages. [...] Je ne connais pas le milieu littéraire et parisien, ne souhaite pas en savoir plus et tiens plus que tout à me concentrer sur mes prochains textes »,,.
Le roman rend hommage, en conclusion, à l'ouvrage de référence de Jean-Luc Einaudi Pour l’exemple, l’affaire Fernand Iveton : « Ces pages n'auraient pas pu être écrites sans le patient travail d'enquête de Jean-Luc Einaudi – qu'il en soit, bien que disparu, remercié ici. »

## Œuvre
- De nos frères blessés, Actes Sud, 2016 (ISBN 978-2-330-06322-1)
- S'il ne restait qu'un chien, avec D' de Kabal, Actes Sud, 2017 (ISBN 978-2-330-07924-6)
- Kanaky. Sur les traces d’Alphonse Dianou, Actes Sud, 2018 (ISBN 978-2-330-10931-8)
- Au loin le ciel du Sud, Actes Sud, 2021
- Ainsi nous leur faisons la guerre, Actes Sud, 2021
- Pour vous combattre, Actes Sud, 2022
- Nûdem Durak. Sur la terre du Kurdistan, Ici-bas, 2023
- Littérature et Révolution, avec Kaoutar Harchi, éditions divergences, 2024, 236 p.

### Préface
- Ho Chi Minh. Écrits et combats, d'Alain Ruscio, Le Temps des cerises, 2019
- L’évasion d’un guérillero. Écrire la violence, de John Gibler, Ici-bas, 2021
- Un jour d'octobre à Santiago, de Carmen Castillo, Verdier, 2022